# Giacinto Cottin
Giacinto Cottin (Torino, 29 aprile 1796 – Torino, 9 settembre 1878) è stato un politico italiano.

## Biografia
Fu deputato del Regno di Sardegna per due legislature, eletto nei collegi di Torino II e Torino VI.
Laureatosi in legge nel 1815, fece carriera al Ministero dell'Interno, raggiungendo il grado di intendente.